# Choristoneura irina
Choristoneura irina es una especie de polilla del género Choristoneura, tribu Archipini, subfamilia Tortricinae. Fue descrita científicamente por Syachina & Budashkin en 2007.

## Distribución
Se distribuye por Europa: Rusia.